# Przedsiębiorczość

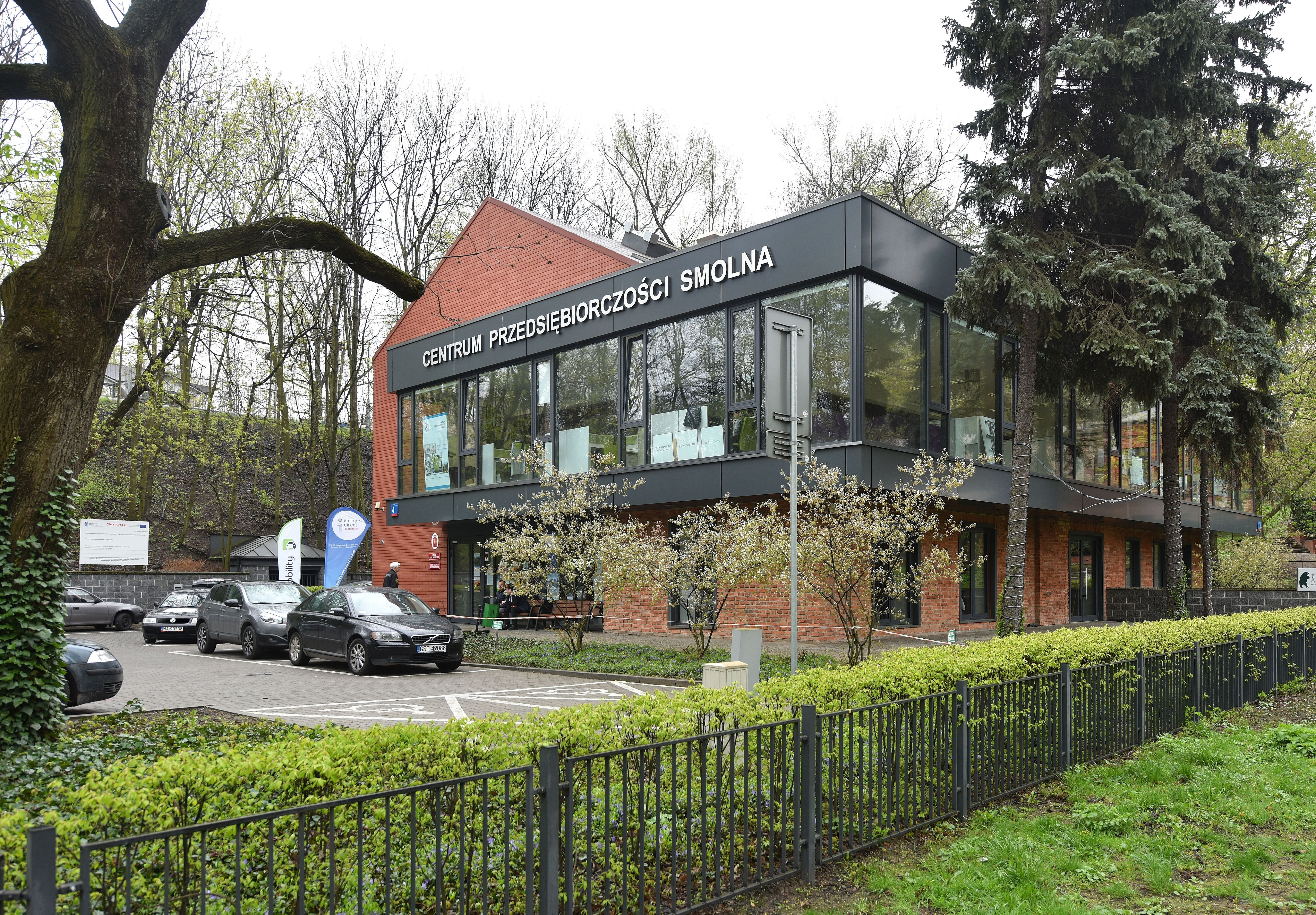
Centrum Przedsiębiorczości Smolna przy ul. Smolnej 4 w Warszawie

Przedsiębiorczość – cecha ludzkich działań polegająca na spekulacyjnej próbie określenia przyszłych stanów rynku i wykorzystania okazji do osiągnięcia zysku z powodu różnic pomiędzy cenami czynników produkcji a spodziewanymi przychodami ze sprzedaży jakiegoś dobra.
Przedsiębiorczość może dotyczyć zarówno działań jednostki na rynku pracy (np. możemy być przedsiębiorczy, ucząc się rzadkiego języka programowania, którego znajomość przyniesie nam wysokie zarobki w przyszłości), jak i działań wielkich firm (przedsiębiorczym działaniem Steve’a Jobsa było m.in. stworzenie iPhone’a). Dzięki przedsiębiorczości rzadkie zasoby są coraz lepiej wykorzystywane i konsumenci mogą cieszyć się coraz większą liczbą coraz lepszych dóbr konsumpcyjnych, których potrzebują.

## Opis
W teorii ekonomii przedsiębiorczość definiowana jest jako swoista forma pracy lub jako czwarty (obok pracy, ziemi i kapitału) czynnik produkcji. Główne cechy przedsiębiorców to m.in. umiejętność dostrzegania potrzeb i doskonalenia pomysłów, zdolności do wykorzystywania nadarzających się okazji oraz gotowość do podejmowania ryzyka.
O przedsiębiorczości można mówić w dwóch wymiarach:
1. proces: (akt tworzenia i budowanie czegoś nowego, nowego przedsiębiorstwa – por. preprzedsiębiorczość). Przedsiębiorczość to zorganizowany proces działań ukierunkowany w danych warunkach na wykorzystanie nowatorskiego pomysłu w celu generowania korzyści na rynku. W procesie budowania podkreśla się:
  - kreatywność i innowację,
  - umiejętność wykorzystania pomysłów,
  - ryzyko (niepewność);
2. zespół cech: opisujących szczególny sposób postępowania człowieka. Przedsiębiorczość wyróżnia się:
  - dynamizmem, aktywnością,
  - skłonnością do podejmowania ryzyka,
  - umiejętnością przystosowywania się do zmieniających się warunków,
  - dostrzeganiem szans i ich wykorzystywaniem,
  - innowacyjnością i motoryką.

Cechy charakterystyczne przedsiębiorczości to przede wszystkim:
- ekspansywność – chęć dorównania najlepszym i najsilniejszym, stawianie sobie ambitnych celów by osiągnąć większe korzyści;
- innowacyjność – wprowadzanie i ciągłe poszukiwanie twórczych ulepszeń.

## Teoria przedsiębiorczości
Na przestrzeni lat, teorie przedsiębiorczości ulegały zmianie:
- Frank H. Knight (1921) – za przedsiębiorczość uważa korzyść z obcowania/znoszenia niepewności i ryzyka
- Joseph Schumpeter (1934) – przeprowadzanie nowych kombinacji w organizacji firmy (nowe produkty, nowy serwis, nowe źródła surowców, nowe metody produkcji, nowe rynki, nowe struktury organizacji)
- H. B. Hostelitz (1952) – koordynacja produktywnych źródeł... wprowadzenie innowacji oraz zaświadczenie kapitału
- A. Cole (1959) – celowe działanie mające na celu rozpoczęcie oraz rozwój biznesu ściśle zorientowanego na osiąganie zysków
- D. McClelland (1961) – umiarkowane podejmowanie ryzyka
- M. Casson (1961) – zdolności do podejmowanie decyzji i ocen dotyczących koordynacji rzadkich zasobów
- W.B. Gartner (1985) – umiejętność tworzenia nowych organizacji
- H. H. Stevenson, M.J. Roberts i H.I. Grousbeck (1989) – poszukiwanie nowych możliwości bez względu na aktualnie zarządzane zasoby
- M. M. Hart, H. H. Stevenson, J. Dail (1995) – poszukiwanie nowych możliwości bez względu na aktualnie zarządzane zasoby, jednakże ograniczone przez wcześniejsze decyzje właścicieli.